# Enterprise (Slagharen)
Enterprise is een enterprise in Attractiepark Slagharen.

## Algemene informatie
De Enterprise is een attractietype waarbij men geen veiligheidsbeugels heeft, omdat men letterlijk door hoge G-krachten in zijn stoel gedrukt wordt. Het is een grote schijf waar aan de zijkant gondels hangen voor 1 à 2 personen. Aan het begin van de rit gaat de schijf zo hard draaien dat de gondels op 90° hangen. Vervolgens wordt de schijf door een arm opgetild tot de schijf op circa 90° staat, waardoor het lijkt alsof de passagiers in een draaiende autoband zitten, vanwege de hoge snelheid wordt men in de stoel gedrukt, waardoor er geen veiligheidbeugels nodig zijn.

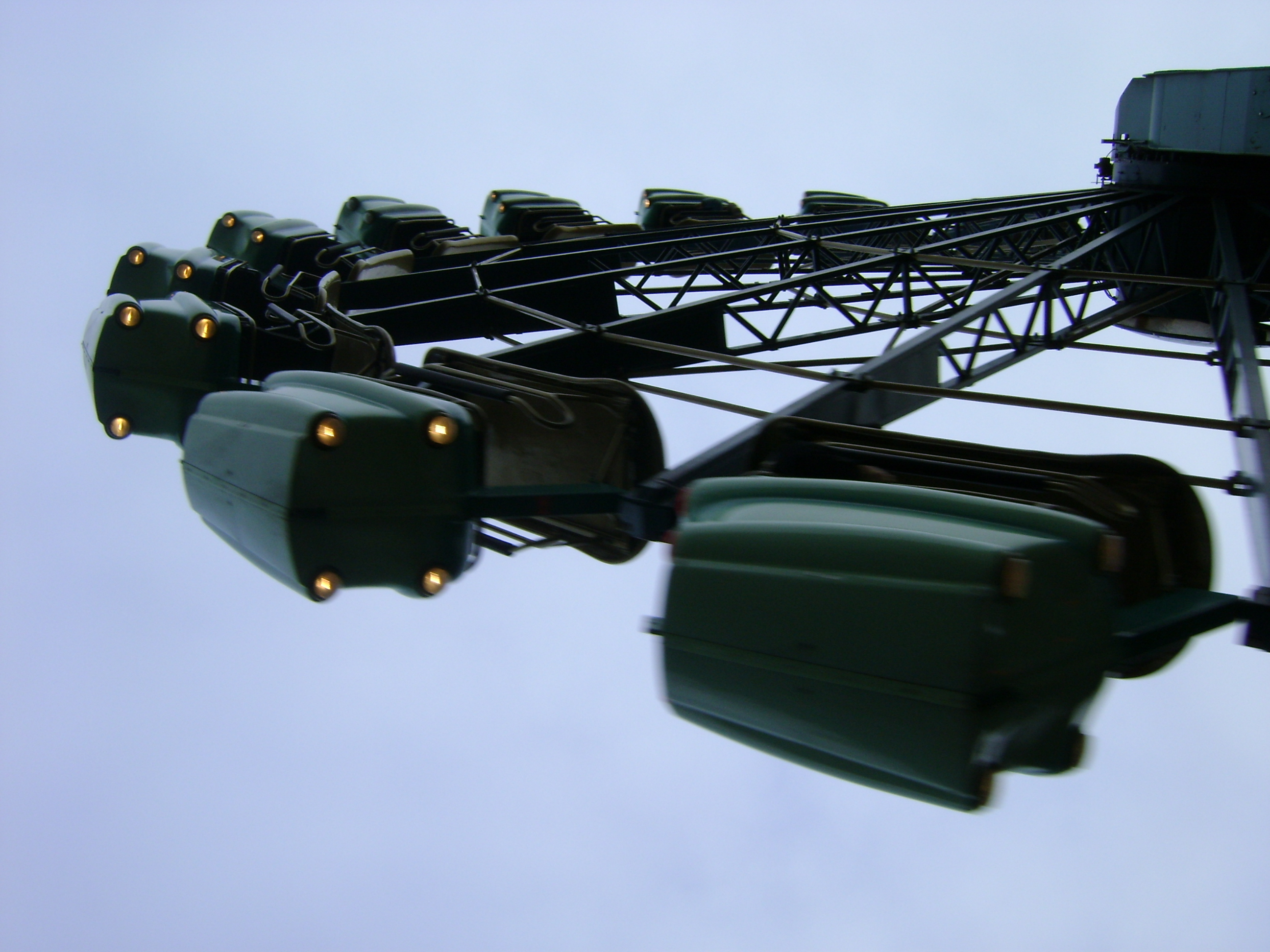
Enterprise in 2008

## Technische informatie
De Enterprise bevindt zich in het begin van het park, naast de ingang. In het jaar 1977 is deze attractie gebouwd. De minimale lengte die iemand moet hebben om de Enterprise te mogen betreden is 140 cm. Er is plaats voor 42 personen en de rit duurt bijna 2 minuten.

## Net niet verwijderd
Voor het jubileumjaar 2013, de vijftigste verjaardag van het park, wilde toenmalig directrice Angelique Klar vijf nieuwe attracties plaatsen. Hiervoor moesten veel klassiekers wijken, waaronder bijvoorbeeld het vliegend tapijt Dream Catcher (beter bekend als Zwunka) en de Calypso Rodeo Rider. Ook de Enterprise stond op de slooplijst, wat veel kritiek opleverde. Uiteindelijk werd door Parques Reunidos, sinds 2012 eigenaar van het park, een kleiner budget vrijgegeven dan Klar had gehoopt  waardoor 'slechts' vier nieuwe attracties werden gebouwd, en de Enterprise werd behouden.
Afbeeldingen · Main Street